# 壁建ち建物

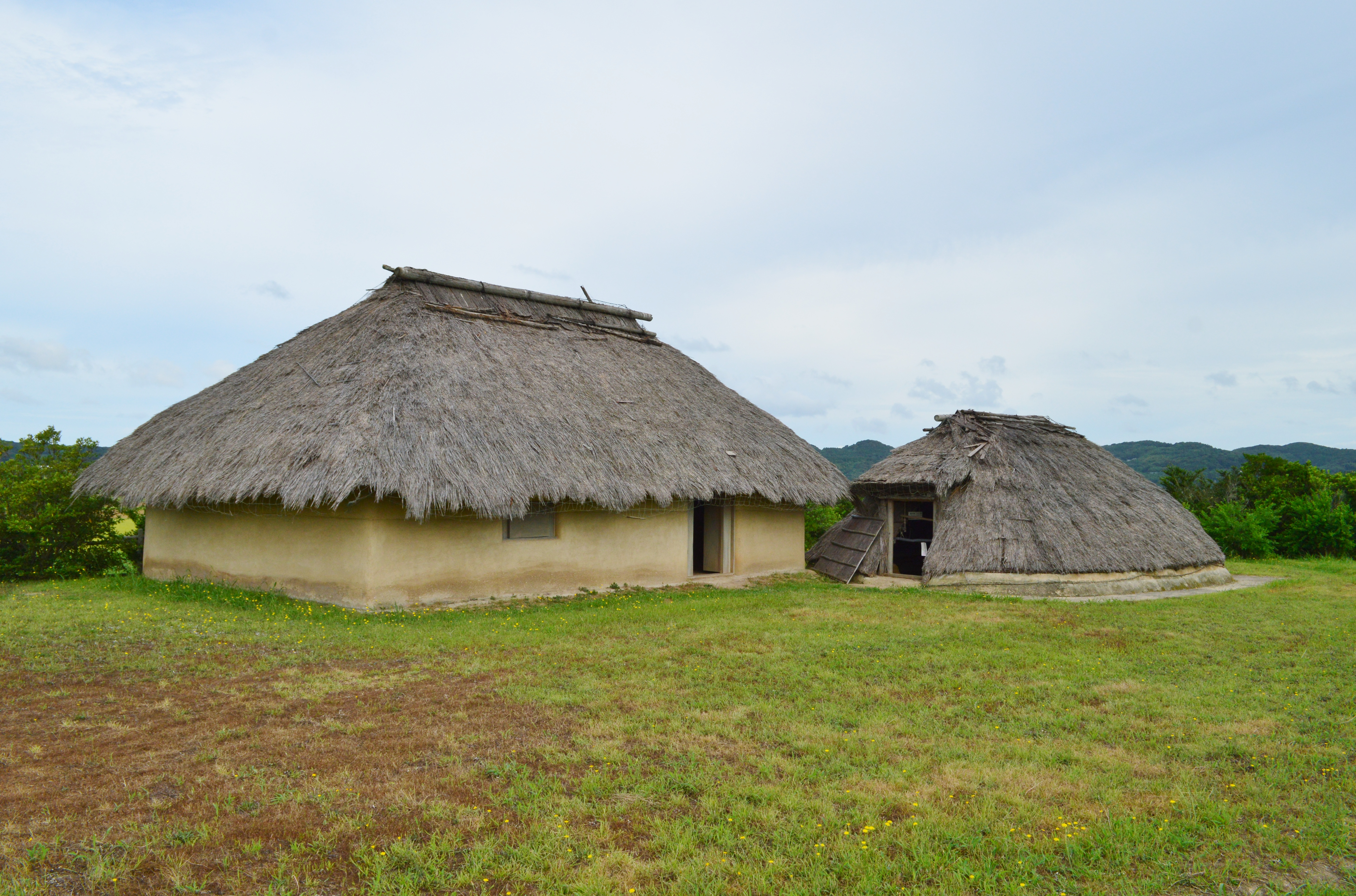
復元された長崎県壱岐市・原の辻遺跡の弥生時代後期の壁建ち建物（写真左）。※写真右の建物は竪穴建物。

壁建ち建物（かべだちたてもの/かべたてたてもの）は、日本考古学における建物遺構の分類名の1つ。竪穴建物（竪穴住居とも）や掘立柱建物のように、太い柱を用いて屋根などの上屋部分を支えるのではなく、外側の壁そのもので上屋を支える構造の建物を指す。大壁建物（おおかべたてもの）と呼ばれることもある。

## 概要
日本列島における古代の建物には、竪穴建物のほか、掘立柱建物（平地建物・高床建物などを含む）などが存在するが、これらは主に、建物内部に比較的太くて頑丈な掘立柱（主柱）を数本建て、その上に水平材（梁や桁）を組んで屋根材（垂木など）をかける工法を用いている。これらは上屋部分の持つ荷重を柱によって支持する構造であり、ヨーロッパなどで古くから見られる石材を四辺に積み上げて頑丈な壁を造り、その壁自体で上屋の荷重を支え、室内には荷重のかかるような柱をあまり用いない建物とは異なっている。考古学者の佐原真は、これらの建築工法の違いを「柱建ち・壁建ち」と読んで区別し、地域における文化差としても捉えた。日本列島においても、遺跡から検出される古代の建築物の遺構の中にこの工法の建物と考えられるものがあり、それらを指して「壁建ち建物」の概念が用いられる。

### 呼称
この「壁建ち」とは「壁で屋根などの上屋部分の荷重を支える構造の建物」を示す言葉であり、「屋根と地面との間に壁が立ち、軒下空間を持つ建物」を示す「壁立（かべだち）」とは意味が異なっている。この「壁立」は、例えば竪穴建物の形態において、屋根が地面に接する「伏屋式」のものに対し、屋根と地面との間に壁が見える構造のものを「壁立式」と呼ぶなどして用いられる。
ただし佐原真の記述や、滋賀県守山市の下之郷遺跡公式サイト、長崎県壱岐市の原の辻遺跡報告などのように「壁建ち建物」の意味で「壁立ち」と表記している資料もあり、注意を要する。
また、これら壁建ち建物に対して、大壁建物（おおかべたてもの）という呼称を用いる資料もあるが、もともと「大壁」とは、壁に沿って建てた柱材を仕上げ材（土など）で塗り込めるなどして、柱を外側から見えなくした壁、またはそのような壁を持つ建物を示す現代の建築用語であり、上屋の支え方を基にした概念である「壁建ち建物」とは同義ではない。

## 日本列島での事例
日本列島においても壁建ち建物は古代から存在しており、山形県東置賜郡高畠町の押出遺跡（おんだしいせき）で検出された縄文時代前期の平面円形の平地建物は、内部の床面に主柱となる柱穴群が検出されないが、建物縁部に小舞（こまい、壁の下地材）状の細い木柱を密に立て並べており、土壁ないし草壁の壁建ち建物であったと推定されている。このことから、類例は極めて少ないものの縄文時代から存在していたことが解っている。
『魏志倭人伝』に登場する一支国の中心地と目されている長崎県壱岐市の原の辻遺跡では、弥生時代後期の環壕集落中心域で平面方形や円形の壁建ち建物が複数検出され、復元建物が建てられている。
また、古墳時代中期から奈良時代（5世紀から8世紀）にかけての事例が知られる。群馬県渋川市の黒井峯遺跡で検出された6世紀代の壁建ち建物は、建物の際に巡らせた幅20センチメートル×深さ20～30センチメートルの溝の中に、直径10センチメートル程の木柱を50センチメートル間隔で建ち並べて繋ぎ合わせ、これに茅をかけて草壁を構築したものである。滋賀県大津市の穴太遺跡（あのういせき）で検出された7世紀代の方形の壁建ち建物は、建物際の溝の中に直径10～15センチメートルの木柱を狭い間隔で建ち並べ（小舞）、横木（間渡:まわたし）で繋ぎ、これらを芯として土を塗り込めた土壁（大壁）の建物としていた。これら5世紀から8世紀にかけて出現した壁建ち建物は、渡来系遺物を伴う遺跡から検出される事例が多く、朝鮮半島から日本列島へやってきた渡来人集団の居住地域（集落）と関わる遺構と目されている。